# Vestallierede
De Vestallierede var demokratierne og deres kolonier indenfor den bredere koalition af Allierede i 2. Verdenskrig. Begrebet dækker i almindelighed landene i det britiske Commonwealth of Nations, polske eksilstyrker i Vesteuropa (fra 1939), eksilstyrker fra andre europæiske lande (fra 1940), De Forenede Stater (fra 1941), Frankrig og nogle få andre lande. Begrebet omfatter derfor hverken Sovjetunionen eller Kina, som også var Allierede.
Fra 1942 blev alle de vestallierede styrker ledet af den fælles britisk-amerikanske stab Combined Chiefs of Staff, der havde base i Washington, D.C.
Begrebet Vestallierede blev brugt om de amerikanske, britiske og franske styrker, der var stationeret i Vestberlin fra 1945 til 1994. 

## Eksterne links
- History of the Western Allies in Berlin